# 如月ひいろ
如月 ひいろ（きさらぎ ひいろ、10月6日 - ）は、日本の漫画家。
『プチコミック』2010年6月号増刊に掲載された「君にフェチ♥」でデビュー。主に『プチコミック』（小学館）にて活動している。

## 作品リスト

### 書籍
- 溺れる吐息に甘いキス（『プチコミック』2013年8月号[2] - 11月号[3]、2014年1月号[4] - 2015年4月号[1]、小学館 全5巻）
- Sだけじゃたりない（2015年2月 小学館）
  - Sだけじゃたりない（『プチコミック』2013年6月号増刊） / オトナノハジメテ。（『プチコミック』2012年12月号増刊） / 甘い秘密は暴かれる（『プチコミック』2013年5月号）ほか2編
- お願い、それをやめないで（『プチコミック』2015年4月号[1] - 2016年11月号[5]、小学館 全4巻）
- 棘にくちづけ(『プチコミック』2017年4月号[6] - 2018年9月号[7]、全4巻)
- 痴情の接吻（『プチコミック』2019年1月号[8] - 2021年9月号[9]、全8巻、番外編1巻）
- 耽溺のススメ（『プチコミック』2022年6月号[10] - 2024年1月号[11]、全4巻）
- 漆黒の猫は溺愛する（『プチコミック』2024年7月号[12] - 、既刊1巻）
  1. 2024年11月8日発売[13][14]、ISBN 978-4-09-872847-3

### 単行本未収録
- 運命の王様（『プチコミック』2010年12月号増刊）
- 不埒に春を焦がれて（『プチコミック』2011年3月号増刊）
- 色づく、溺れる。（『プチコミック』2011年6月号増刊）
- 誘うバニラは蜜の味（『プチコミック』2011年9月号別冊ふろく）
- Q&A〜だから好きと囁いて〜（『プチコミック』2011年12月号）
- 伝染ブルーローズ（『プチコミック』2012年4月号）
- ビター・オレンジ（『プチコミック』2012年8月号）
- DOLL（『プチコミック』2013年3月号）
- 悪魔がそれを食べるとき（『プチコミック』2014年3月号増刊）
- そして恋に堕ちる（『プチコミック』2022年3月号）

### アンソロジー
- ドSスーツ（2014年1月 小学館）「Sだけじゃたりない」[15]
- 社外恋愛（2014年9月 小学館）「誘うバニラは蜜の味」[16]
- 略奪恋愛（2015年5月 小学館）「月明かりの交歓」[17]（『プチコミック』2013年3月号増刊）